# Herodes Agripa I
Agripa I llamado el Grande (10 a. C. - 44). Rey de Judea, fue el nieto de Herodes el Grande, y el hijo de Aristóbulo IV y de Berenice. Originalmente llamado Marco Julio Agripa (en latín Marcus Julius Agrippa). Es el rey llamado 'Herodes' en los Hechos de los Apóstoles, en la Biblia.

## Vida

### Época en Roma
Su tío lo forzó a dejar Judea, yendo primero a Antioquía, y después a Roma, donde fue bien recibido por Tiberio, y acabó relacionándose con algunos miembros de la familia imperial, como Druso, Claudio y el joven Calígula. Un día, por casualidad, uno de sus libertos lo oyó decir que deseaba la muerte de Tiberio y la ascensión al trono de Calígula. Esto se consideró traición al emperador y fue enviado a prisión.

### Entre Calígula y Claudio
Tras la muerte de Tiberio, y la ascensión al trono del amigo de Agripa, Calígula, fue nombrado gobernador de los territorios de Batanea y Traconítide, y allí se encontraba cuando tras el asesinato de Calígula, la guardia pretoriana se apresuró a nombrar emperador a Claudio, quien lo nombró rey de los judíos y le otorgó el reino completamente de 41 a 44, aunque sus anhelos de incrementar sus territorios y su autonomía, lo enemistaron con Claudio, en especial tras fortificar Jerusalén y aliarse unilateralmente con otros reinos del Oriente romano.

### La muerte de Agripa
Flavio Josefo refiere que Agripa estaba dando una fiesta en Cesarea en honor a Claudio y vestía una túnica tejida con hilo de plata que reflejaba los rayos del sol. En medio de aplausos de los presentes empezó a sentirse mal y fue trasladado a su morada donde fallecería cinco días después. En el momento de su muerte, el único sucesor legítimo de Agripa era su hijo adolescente del mismo nombre, Herodes Agripa II; por lo tanto, Claudio decidió que Judea volviese a convertirse en provincia, eso sí, civil bajo el gobierno de procuradores romanos. También la muerte de Agripa I aparece en la Biblia en el libro de los Hechos de los apóstoles.

## Matrimonio y descendencia
Casado con Cipros, tuvo los siguientes hijos:
- Herodes Agripa II (nacido el año 27), último rey de la dinastía herodiana.
- Berenice (nacida el año 28) Casada con: 1, su tío Herodes Polio, rey de Calcis; 2, Marco de Alejandría; y 3, Polemón II, rey del Ponto.
- Mariamna (nacida el año 34)
- Drusila (38 - 79) Casada con Aziz, rey de Emesa; y en segundas nupcias con Marco Antonio Félix.
- Druso (nacido después del 27 - murió antes de la pubertad).

## Literatura y televisión
Herodes Agripa es uno de personajes principales de la novela de Robert Graves, Claudio, el dios, y su esposa Mesalina, así como en la adaptación de la novela a la televisión de la BBC Yo, Claudio (donde fue interpretado por James Faulkner). Se le representa como uno de los amigos más cercanos de Claudio.
Es uno de los personajes en la obra de teatro Tito y Berenice, de René Marqués.